# Partula vittata
Partula vittata foi uma espécie de gastrópodes da família Partulidae.
Foi endémica da Polinésia Francesa.